# Atayal
Atayal (chiń. 泰雅; pinyin Tàiyǎ) – rdzenna grupa etniczna zamieszkująca Tajwan, zaliczana do Aborygenów tajwańskich. Ich liczebność wynosi współcześnie ponad 90 tysięcy osób, co czyni ich drugą co do liczebności, po Ami, grupą aborygeńską.
Atayal stanowią bardzo zróżnicowaną i niejednorodną grupę etniczną, tradycyjnie terminem tym określano także plemię Sediq, obecnie uważane za oddzielny lud. Język atayal i sediq są ze sobą spokrewnione i nie wykazują podobieństw do innych języków tajwańskich. Atayal zamieszkują górzyste regiony w północnej części Tajwanu (pn. Nantou i Hualian, częściowo Yilan i Nowe Tajpej), spotkać ich można jednak także w innych regionach wyspy (Taoyuan, Xinzhu, Miaoli, Taizhong).
Do tradycyjnych zajęć Atayal należały łowiectwo oraz uprawa ziemi oparta na gospodarce wypaleniskowej. Ich domostwa, budowane z drewna, miały charakter półziemianek. Społeczeństwo Atayal było ambilinealne i składało się z niewielkich, zamkniętych wspólnot złożonych z patriarchalnych rodzin.
W przeszłości Atayal byli łowcami głów i praktykowali kult przodków. W ich rdzennej religii szczególną czcią otaczano święte kamienie, wierzono bowiem, iż przodek wszystkich Atayal wyszedł ze skały. Charakterystyczną cechą kultury Atayal było tatuowanie twarzy, zarówno u mężczyzn, jak i kobiet, będące oznaką wkroczenia w dorosłość. Zwyczaj ten został zakazany za czasów japońskich rządów nad wyspą i współcześnie nie jest już praktykowany.